# Municipi d'Ilūkste
El municipi d'Ilūkste (en letó: Ilūkstes novads) és un dels 110 municipis de la República de Letònia, que es troba localitzat al sud-est del país bàltic, i que té com a capital la localitat de Ilūkste. El municipi va ser creat l'any 2009 després de la reorganització territorial.

## Ciutats i zones rurals
- Parròquia de Bebrenes (zona rural)
- Parròquia de Dvietes (zona rural)
- Parròquia d'Eglaines (zona rural)
- Ilūkste (ciutat)
- Parròquia de Pilskalnes (zona rural)
- Parròquia de Prodes (zona rural)
- Subate (ciutat)
- Parròquia de Šederes (zona rural)

## Població i territori
La seva població està composta per un total de 9.231 persones (2009). La superfície del municipi té uns 647,9 kilòmetres quadrats, i la densitat poblacional és de 14,25 habitants per kilòmetre quadrat.